# 2SZ31
A 2SZ31 Vena (oroszul: 2С31 Вена) egy orosz gyártmányú úszóképes 120 mm-es önjáró aknavető rendszer. A 2SZ31 a jármű GRAU kódja.

## Leírás
A 2SZ31 a BMP–3 gyalogsági harcjármű alvázára szerelt 120 mm-es huzagolt csövű 2A80 aknavető. Fejlesztését a Motoviliha gyárban végezték. A 2SZ31 tornya digitális automatizált tűzvezető rendszerrel, navigációs rendszerrel és elektro-optikai felderítő és célmegjelölő rendszerrel van felszerelve. A 2A80 ágyú-aknavető nagy robbanóerejű aknavető lövedék kilövésére képes, amelynek maximális hatótávolsága 18 000 méter. A járművet hegesztett alumínium páncélzat védi a kézifegyverek és repeszek ellen. Páncéltörő lövedékeket is képes kilőni, amelyek akár 650 mm-nyi acéllemezt is képesek átütni akár egy kilométeres távolságból. Közvetlen tüzelési üzemmódban külön célzóberendezést használnak.

## Üzemeltetők
- Azerbajdzsán[1]
- Venezuela[1]

## Lásd még
- 2SZ9 Nona

## Fordítás
- Ez a szócikk részben vagy egészben  a(z)   2S31 Vena című angol Wikipédia-szócikk ezen változatának fordításán alapul.  Az eredeti cikk szerkesztőit annak laptörténete sorolja fel. Ez a jelzés csupán a megfogalmazás eredetét és a szerzői jogokat jelzi, nem szolgál a cikkben szereplő információk forrásmegjelöléseként.